# Gustavo Canales
Gustavo Javier Canales, mais conhecido como Gustavo Canales, ou simplesmente Canales (General Roca,  30 de março de 1982), é um ex-futebolista argentino naturalizado chileno que atuava como atacante.

## Títulos
Universidad de Chile
 Campeonato Chileno (Torneo Apertura): 2011

 Campeonato Chileno (Torneo Clausura): 2011

 Campeonato Chileno (Torneo Apertura): 2014

 Copa Sul-Americana: 2011
Arsenal de Sarandí
 Supercopa Argentina: 2012
Unión Española
 Campeonato Chileno (Torneo Transición): 2013

### Prêmios individuais
- Melhor Atacante pela esquerda do ano no Chile: 2011